# Tetrodontium
Tetrodontium, rod mahovnjača iz porodice, Tetraphidaceae, jedina u redu Tetraphidales. Postoje tri priznate vrste
Rod je opisan 1824.

## Vrste
1. Tetrodontium brownianum (Dicks.) Schwägr.
2. Tetrodontium ovatum (Funck) Schwägr.
3. Tetrodontium repandum (Funck) Schwägr.